# WNT8A
WNT8A‏ (Wnt family member 8A) هوَ بروتين يُشَفر بواسطة جين WNT8A في الإنسان.